# نقش دوم (فیلم)
نقش دوم (انگلیسی: Second Act) یک فیلم در ژانر کمدی، رمانتیک، و ملودرام به کارگردانی پیتر سگال است که در سال ۲۰۱۸ منتشر شد.

## بازیگران
- جنیفر لوپز
- لیه رمینی
- ونسا هاجنز
- تریت ویلیامز
- میلو ونتیمیگلیا
- آنالی اشفرد
- چارلین وای
- فردی استروما
- لری میلر
- دن بوکاتینسکی